# Régiment de Carignan-Salières
Pour les articles homonymes, voir Carignan et Salières.
Pour un article plus général, voir Régiment de Lorraine.

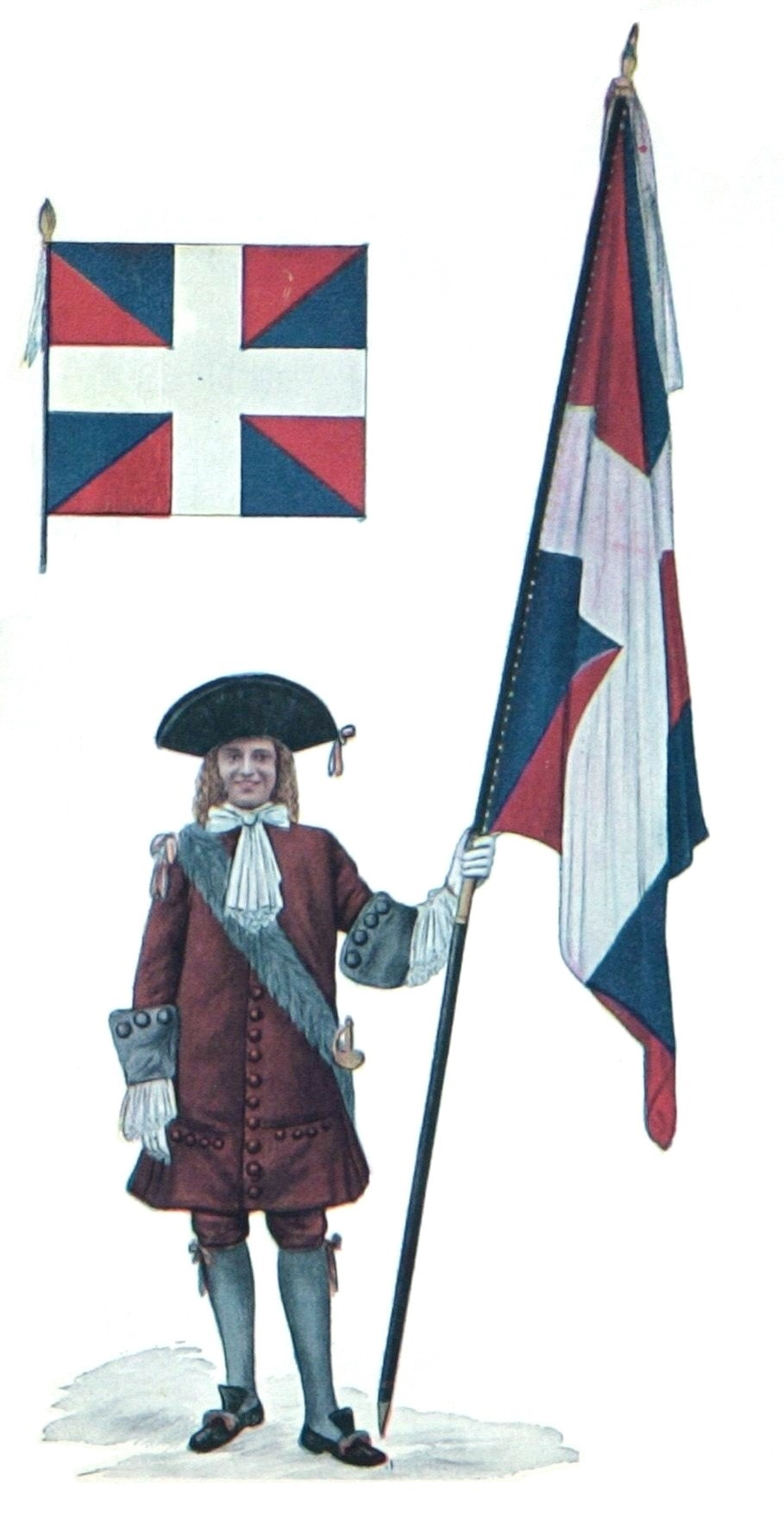
Officier portant les couleurs du régiment de Carignan-Salières. Le drapeau du régiment comportait une croix blanche et chaque quartier comportait du rouge et du bleu.

Le régiment de Carignan-Salières est dépêché en Nouvelle-France en 1665. Louis XIV souhaite apporter une aide militaire à sa colonie afin de mettre un terme aux raids iroquois dans la vallée du Saint-Laurent, plus particulièrement ceux menés par les Agniers. C'est à cette fin qu'il envoie 1 300 soldats et officiers du régiment de Carignan-Salières, commandé par le lieutenant général Alexandre de Prouville de Tracy. Une fois démobilisés, plusieurs soldats du régiment décident de rester à demeure dans la colonie.

## La formation du régiment

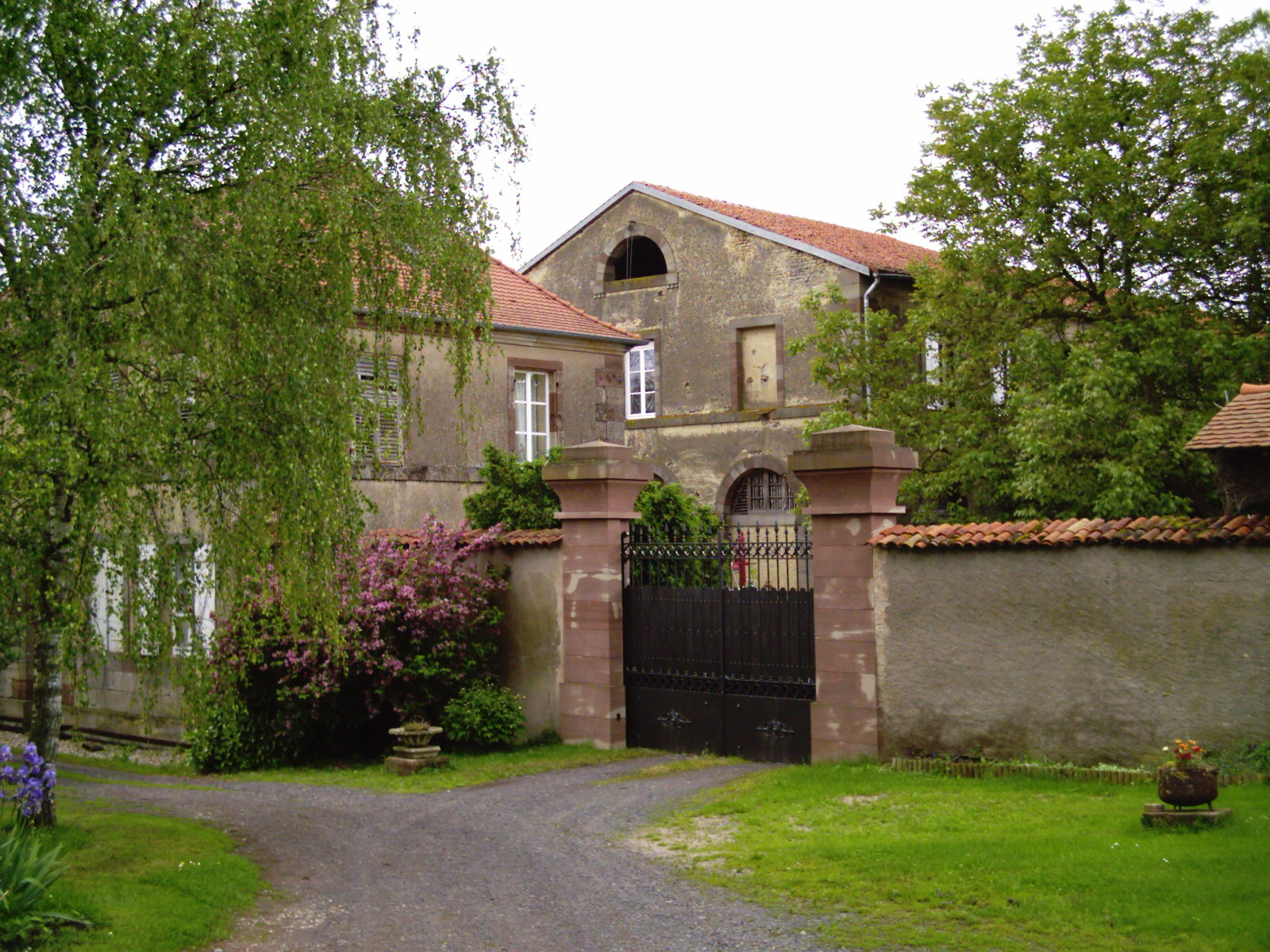
La maison du Gouverneur et l'arsenal à Marsal, en Lorraine, d'où est parti le régiment en 1665

Le régiment Carignan-Salières est né de la fusion en 1658 du régiment Salières, commandé par le marquis Henri de Chastelard de Salières, qui avait été établi durant la Guerre de Trente Ans (1618-1648), et du régiment Carignan d'Emmanuel-Philibert de Savoie, prince de Carignan, qui avait été établi en 1644 en Piémont.

## Le régiment est envoyé au Canada en 1665
Au début des années 1660, la Nouvelle-France se trouve dans une situation difficile, notamment en raison des raids constants de la part des Iroquois. Les membres du Conseil souverain demandent des renforts à Louis XIV, requête que Pierre Boucher, gouverneur de Trois-Rivières, va présenter officiellement en France en 1661-1662.
Le ministre Colbert souhaite rétablir au plus tôt la paix dans la colonie face aux Iroquois qui multiplient non seulement les attaques contre les Français mais également contre leurs alliés autochtones. En décembre 1664, Louis XIV décide de dépêcher une force militaire en Nouvelle-France : le régiment de Carignan-Salières, qui venait de vaincre les Turcs en Hongrie. Les alliés des Français, Algonquins, Innus et Wendats, attendaient pour leur part ce moment depuis longtemps, car ils avaient eux aussi été la cible d'attaques de la part des Iroquois.

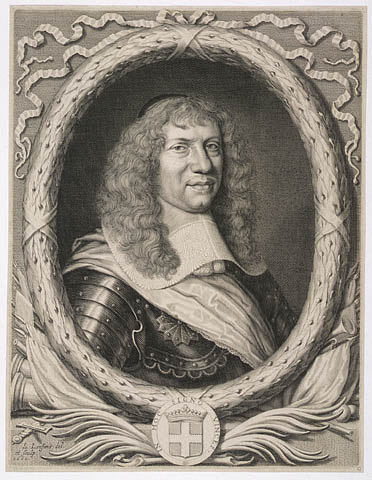
Alexandre de Prouville de Tracy a été nommé lieutenant-général de l'Amérique méridionale et septentrionale en 1663.

Le régiment de Carignan-Salières comprend vingt compagnies de 50 soldats chacune,. Ce sont environ 1 200 soldats et 80 officiers qui sont dépêchés dans la colonie. Partis de Lorraine et du Dauphiné en janvier 1665, puis embarqués sur 7 navires, les contingents arrivent à Québec entre le 19 juin et le 14 septembre de la même année.
Le lieutenant-général de l'Amérique méridionale et septentrionale, Alexandre de Prouville de Tracy, venait de son côté de réaffirmer le pouvoir royal dans les Antilles avant d'être dépêché au Canada avec une mission similaire. Marie de l'Incarnation se réjouit de son arrivée dans la vallée du Saint-Laurent. Elle affirme qu'« il a réduit tout le monde à l'obéissance du Roi ; nous espérons qu'il ne fera pas moins dans toutes les nations du Canada. » Tracy arrive à Québec le 30 juin 1665 avec quatre de ses compagnies (Poitou, l'Allier, Chambelé et Orléans),.

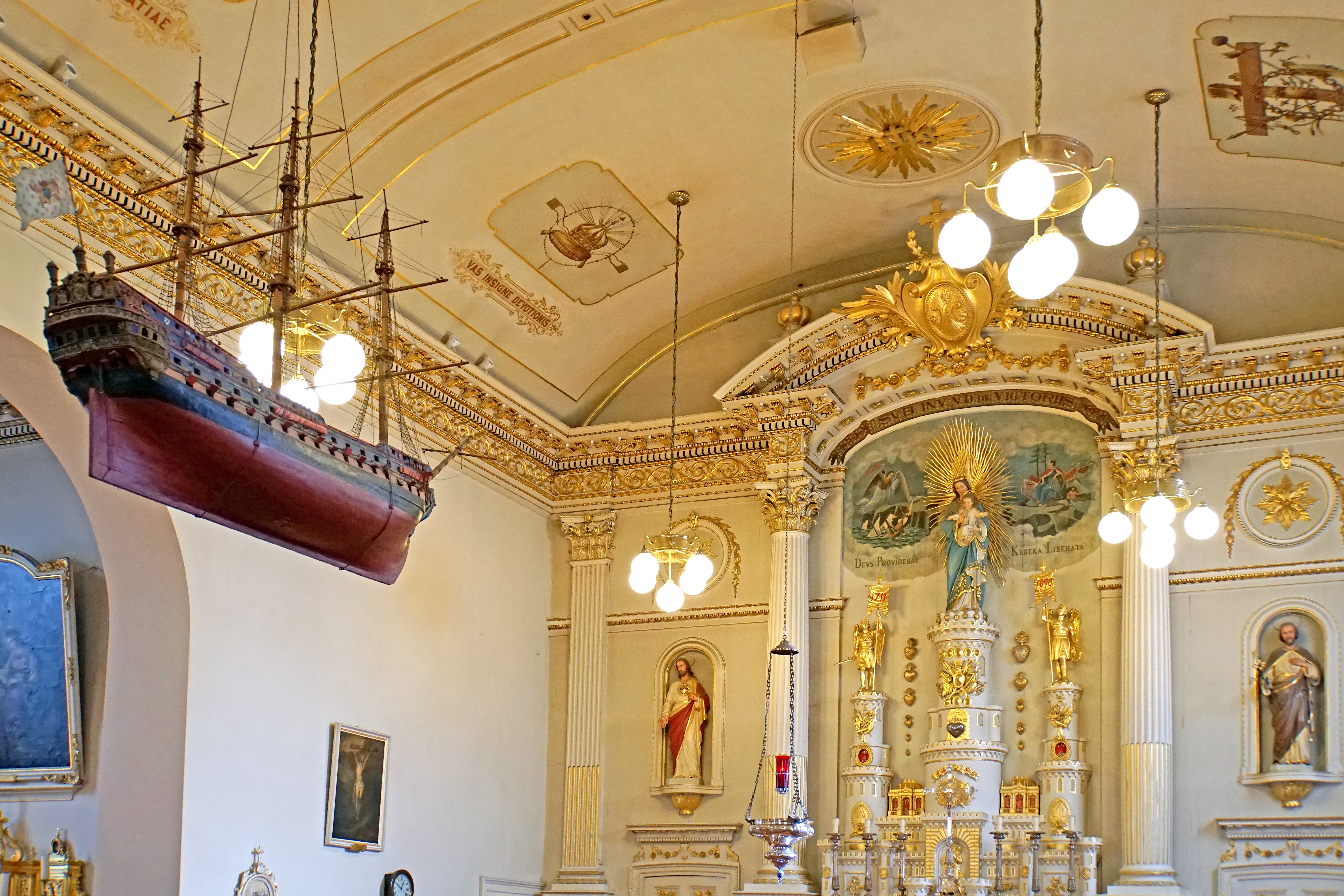
Le marquis de Tracy offre une maquette du Brézé en ex-voto à l'église Notre-Dame-des Victoires. Il y est toujours exposé aujourd'hui.

| Navire                | Navire                | Date d'arrivée à Québec | Compagnies transportées                                                                                               |
| --------------------- | --------------------- | ----------------------- | --- |
| Le Vieux Siméon       | Le Vieux Siméon       | 19 juin 1665            | Jacques de Chambly, Froment, La Tour, Petit                                                                           |
| Le Brézé              | Le Brézé              | 30 juin 1665            | La Durantaye (Compagnie de Chambellé), Berthier (L'Allier), La Brisardière (Orléans), Monteil (Poitou)                |
| L'Aigle d'Or          | L'Aigle d'Or          | 18 août 1665            | Grandfontaine, La Fredière, La Motte, Salières                                                                        |
| La Paix               | La Paix               | 19 août 1665            | La Colonelle, Contrecœur, Maximy, Sorel                                                                               |
| Le Jardin de Hollande | Le Jardin de Hollande | 12 septembre 1665       | Fournitures pour les Régiments                                                                                        |
| Le Saint-Sébastien    | Le Saint-Sébastien    | 12 septembre 1665       | Rougemont, Michel-Sidrac Dugué de Boisbriant ( à la tête de la Compagnie de Chambellé) , Des Portes (Duprat), Varenne |
| La Justice            | La Justice            | 14 septembre 1665       | La Fouille, Laubia, Saint-Ours, Naurois                                                                               |

## La fortification du Richelieu
Les hommes du régiment construisent, sur les rives de la rivière Richelieu (appelée alors rivière des Iroquois), les forts Saint-Louis, Sainte-Thérèse et Richelieu immédiatement après leur arrivée en Nouvelle-France, afin de renforcer leurs positions contre les Iroquois, entre août et septembre 1665.
À la fin août, Pierre de Saurel fait ainsi reconstruire le fort Richelieu (établi en 1642), alors que Jacques de Chambly en fait construire un autre. Puisque les travaux de ce dernier débutent le 25 août, fête de saint Louis, il est d'abord appelé ainsi avant de prendre finalement celui de Chambly. Au sud, Henri de Chastelard, marquis de Salières, termine de son côté la construction d'un troisième fort, en face de l'île Sainte-Marie, le 15 octobre, jour de la fête de sainte Thérèse. Il reçoit donc ce nom.
En décembre 1665, le gouverneur Daniel Rémy de Courcelle (nommé en mars et arrivé le 12 septembre précédent à Québec) reçoit des ambassadeurs iroquois, dont Garakontié, pour des négociations de paix, en vain. Deux expéditions sont ensuite rapidement décidées par le gouverneur de Courcelle, l'intendant Talon et le lieutenant général de Tracy, et ce, sans écouter les conseils de leurs alliés.
En 1666, deux autres forts viennent compléter la chaîne dans cette région. Pierre Lamotte de Saint-Paul supervise l'érection d'un fort, qui est terminé le 20 juillet, avant la fête de sainte Anne. Il est baptisé ainsi. Un cinquième fort, situé près du dernier rapide du lac Champlain, est terminé pour sa part le 15 août, jour de l'assomption de Marie. Il est baptisé d'abord l'Assomption puis Saint-Jean.

## L'expédition de l'hiver 1666
Le 9 janvier 1666, une première expédition, menée par le gouverneur Courcelle, est organisée afin de se rendre en Iroquoisie. Courcelle décide de ne pas attendre les guides algonquins. Mal préparée, les soldats manquant de couvertures et de raquettes et subissant plusieurs engelures, l'expédition est un échec. Les troupes vont même jusqu'à se perdre en chemin pour arriver finalement au village néerlandais de Schenectady. Parti avec cinq cents hommes, Courcelle ne devait revenir qu'avec quatre cent quarante d'entre eux, perdant soixante hommes en raison du froid et au cours d'embuscades des Agniers.
En mai et juillet 1666, des ambassadeurs sont dépêchés par les Iroquois pour négocier la paix. Les Agniers n'ont toutefois pas mis un terme à leurs raids entre-temps. Le neveu de Tracy est tué au cours de l'un d'entre eux alors que d'autres Français sont faits prisonniers. L'intendant Talon décide qu'une expédition chez les Agniers s'impose. Tracy met ainsi fin aux négociations et dépêche, le 24 juillet, Pierre de Saurel avec environ 300 soldats afin de libérer les prisonniers. Le chef des Agniers, Bâtard Flamand, rencontre la troupe de Saurel en chemin. Le chef se rend à Québec faire la paix et rendre quelques prisonniers. Saurel renonce à sa mission.

## L'expédition de l'automne 1666

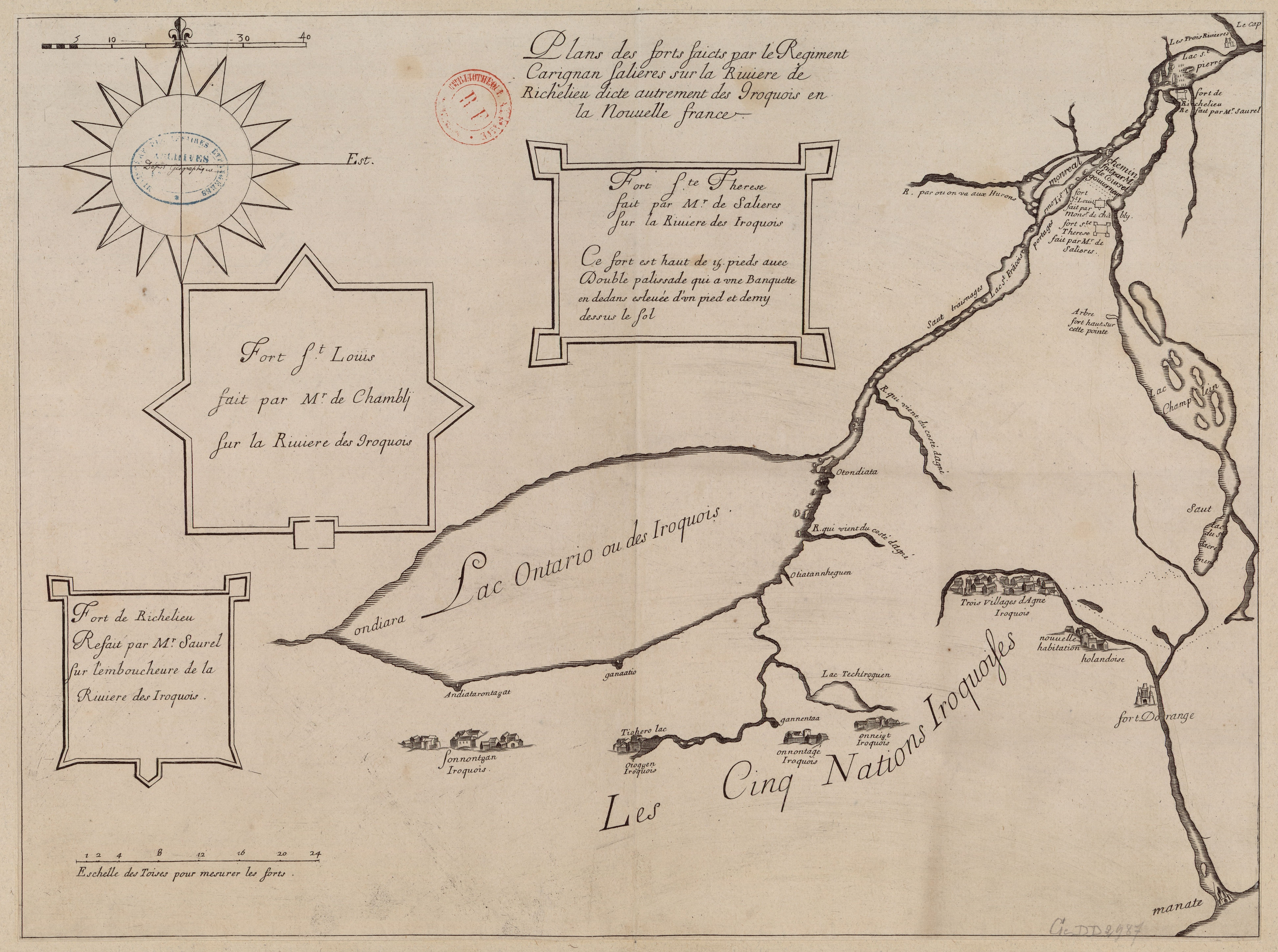
Plan des forts réalisés par les soldats du régiment Carignan-Salières.

Les administrateurs coloniaux ont l'impression que les négociations de paix sont toujours à recommencer avec les Agniers. L'intendant Talon fait rédiger un mémoire sur la question qu'il adresse au gouverneur Courcelle et à Tracy le 1er septembre 1666. Il y recommande une expédition punitive contre les Agniers, les convainquant rapidement de l'opportunité de la chose. La deuxième expédition est donc conduite dès septembre et est dirigée par le lieutenant-général Tracy. Les quelque 1 200 hommes (600 du régiment et 600 miliciens), ainsi qu'une centaine de guerriers wendats et algonquins, arrivent au lac Champlain à la fin du mois. Les Iroquois avaient toutefois quitté leurs quatre villages avant que Tracy les ait rejoints. On décide alors de piller et de brûler les maisons longues, les champs et les réserves de maïs. Le 17 octobre, les Français organisent une cérémonie au cours de laquelle ils prennent possession du territoire iroquois au nom du roi de France, Louis XIV.

## La démobilisation du régiment
À l'automne 1665, les Onondagas avaient entamé des négociations avec les Français. Mais ce n'est que le 10 juillet 1667 que la paix est finalement signée par les Agniers, aux prises en plus avec des épidémies et des disettes, aux côtés des quatre autres nations iroquoises. L'historien Jean-François Lozier la qualifie de « Grande Paix de 1667 » pour bien en montrer l'importance. Dans les années qui suivent, d'anciens captifs et des Iroquois viennent s'installer dans la vallée du Saint-Laurent. Ceci entraîne la fondation de missions, dont celles de Kahnawake et Kanesatake.
Les forts situés au sud de Chambly sont par la suite abandonnés. Le régiment Carignan-Salières est démobilisé. La colonie ne comptant que 3000 personnes en 1663, la Couronne cherche à y fixer les soldats en leur offrant des terres (dont des seigneuries aux capitaines) et de l'argent. Environ quatre cents soldats et officiers répondent à l'appel et choisissent de rester définitivement en Nouvelle-France. Tracy part quant à lui le 28 août 1667, tandis que les autres membres du régiment suivent en 1667 et 1668.

## Mémoire

L'année 2015 marque le de l'arrivée du régiment de Carignan-Salières au Canada.

La Commission de toponymie du Québec retrace la présence d'une soixantaine de fois le nom de Carignan, une quarantaine celui de Tracy et une dizaine celui de Salières à travers le Québec. Places, boulevards, rues, parcs ou villes portent ces noms dont:
- Avenue de Carignan (Montréal);
- École Carignan-Salières, Commission scolaire des Patriotes (Centre de service scolaire des Patriotes);
- Rue Carignan-Salières (Québec);
- Rue de Carignan (Sorel-Tracy);
- Rue Carignan (Verchères);
- Parc Carignan-Salières (Longueuil);
- Ville de Carignan;
- Rue de Salières (Saint-Jean-sur-Richelieu);
- Avenue Henri-De Salières (Montréal);
- Rue de Tracy (Chambly);
- Rue de Tracy (Ville de Saguenay);
- Boulevard Tracy (Laval);
- Ville de Sorel-Tracy.

On retrouve également le nom d'anciens officiers du régiment, devenus seigneurs, un peu partout au Québec. C'est le cas entre autres de Berthierville, Boisbriand, Chambly, Contrecoeur, Lanaudière (Lanouguère), Lavaltrie, Longueuil, Saint-Ours, Sorel, Varennes et Verchères. Enfin, les soldats qui se sont établis dans la colonie ont laissé une descendance nombreuse. On estime que 10% de la population Québécoise et des Canadien-Français aurait un ancêtre dans leur arbre généalogique.

### Lieux d'interprétation
- Le Musée du fort Saint-Jean, au Collège militaire royal de Saint-Jean-sur-Richelieu.
- Le lieu historique national du Fort-Chambly est administré par Parcs Canada.

### Commémoration
Le 19 juin 2015, la ministre de la Culture et des Communications, Hélène David, a procédé à la désignation de l'arrivée du régiment de Carignan-Salières en Nouvelle-France comme événement historique, en vertu de la Loi sur le patrimoine culturel.
L'exposition Mission : bâtir pays a été présentée du 19 novembre 2014 au 20 novembre 2015 au Musée du Château Ramezay lors du 350e anniversaire de l'arrivée du régiment en Nouvelle-France.